# 勒克莱尔超市集团
勒克莱尔超市集团（法語：E.Leclerc，發音：[ləklɛʁ]），简称勒克莱尔，是一家总部位于法国塞纳河畔伊夫里的大型零售商。“E.Leclerc”一名来源于其创始人爱德华·勒克莱尔。

## 历史
1949年，法国布列塔尼朗代诺的商人爱德华·勒克莱尔在当地开设了一家“E.Leclerc vêtements”商店，其主要商品为服装，后经营范围不断扩大，成为综合性的商场，并在法国多地出现连锁店。1960年，E.Leclerc在塞纳河畔伊夫里开设了首家连锁店，后成为E.Leclerc的总部所在地。

## 运营
截至2022年1月，E.Leclerc共有721家连锁门店，覆盖了法国本土及海外所有省份。

## 赞助商
E.Leclerc赞助了多个体育团体及项目，包括2019年—2028年的环法自行车赛。